# NXT UK TakeOver: Cardiff
NXT UK TakeOver: Cardiff è stata la seconda edizione della serie NXT TakeOver, prodotta dalla WWE per il suo settore di sviluppo inglese, NXT UK, e trasmessa live sul WWE Network. L'evento si è svolto il 31 agosto 2019 alla Motorpoint Arena di Cardiff (Galles).

## Antefatto
La serie di NXT TakeOver, riservata ai lottatori di NXT UK (settore di sviluppo della WWE), è iniziata il 12 gennaio 2019, con questo show che verrà trasmesso in diretta sul WWE Network. I Dark match sono contati nei tapings della successiva puntata di NXT UK.

## Risultati
| #  | Incontri | Stipulazioni                                                    | Durata |
| -- | --- | --------------------------------------------------------------- | ------ |
| UK | Rhea Ripley ha sconfitto Piper Niven                                                                              | Single match                                                    | 08:05  |
| UK | Kassius Ohno ha sconfitto Sid Scala                                                                               | Single match                                                    | 06:50  |
| 1  | Noam Dar ha sconfitto Travis Banks                                                                                | Single match                                                    | 13:55  |
| 2  | Cesaro ha sconfitto Il'ja Dragunov                                                                                | Single match                                                    | 12:25  |
| 3  | Flash Morgan Webster e Mark Andrews hanno sconfitto Grizzled Young Veterans (c) e Gallus (Mark Coffey e Wolfgang) | Triple Threat Tag Team match per l'NXT UK Tag Team Championship | 20:15  |
| 4  | Joe Coffey ha sconfitto Dave Mastiff                                                                              | Last Man Standing match                                         | 16:05  |
| 5  | Kay Lee Ray ha sconfitto Toni Storm (c)                                                                           | Single match per l'NXT UK Women's Championship                  | 09:50  |
| 6  | Walter (c) ha sconfitto Tyler Bate                                                                                | Single match per il WWE United Kingdom Championship             | 42:10  |

UKI Dark match sono contati per la successiva puntata di NXT UK.